# 居正
居正（1876年11月8日—1951年11月23日），原名之駿，字覺生，號梅川，湖北省黄州府廣濟县（今武穴市）梅川镇居杠村人。中华民國政治家、法學家，民主革命家。

## 生平

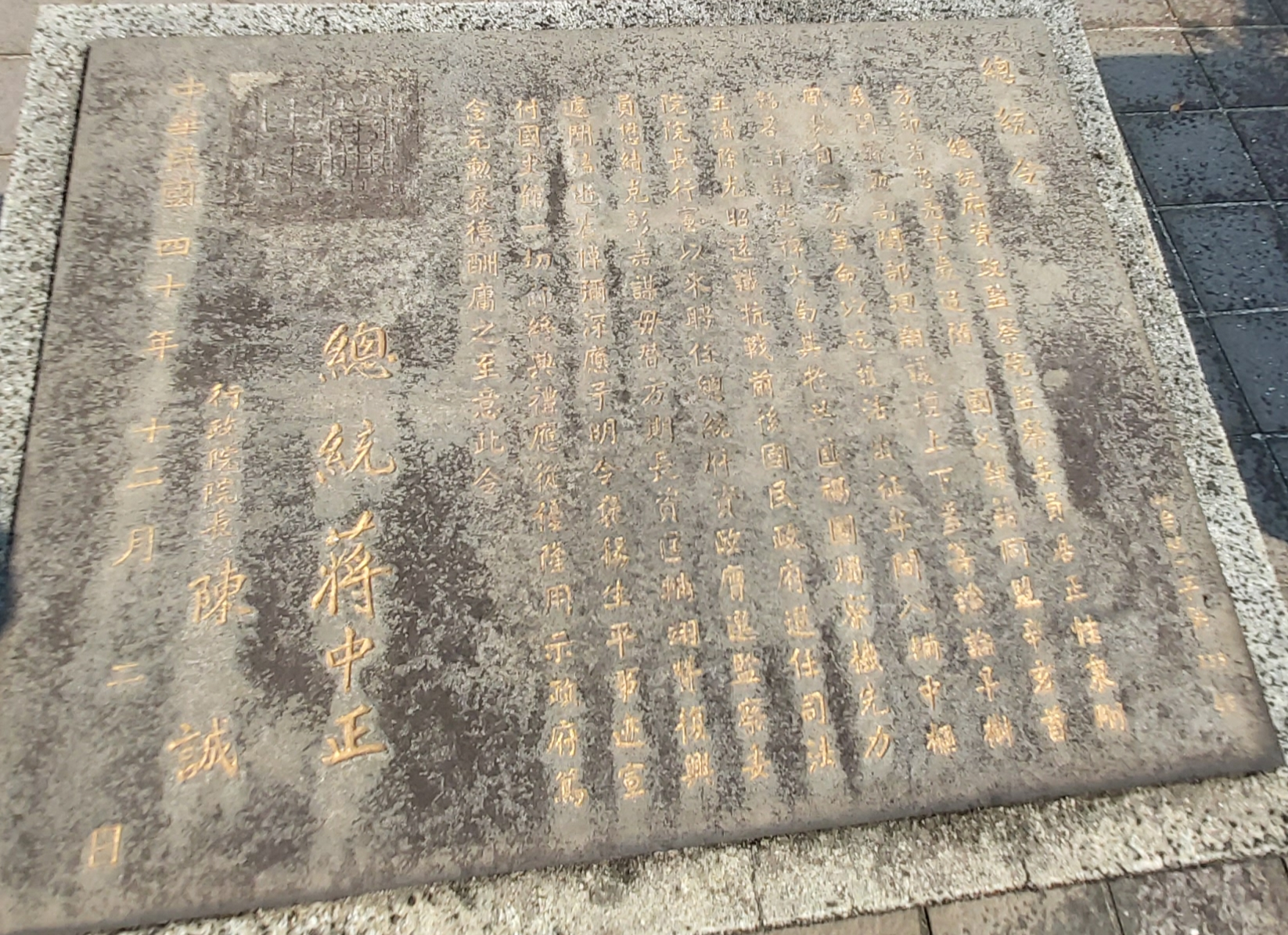
總統褒揚令

### 中国同盟会的活動
居正生于一个塾師家庭。1899年（光緒25年），参加院試列第1名。光緒27年（1901年），参加乡試落第。1905年（光緒31年）9月，赴日本留学，入法政大学预備部。在校期间，经同乡前辈陳乾与宋教仁介绍，加入中国同盟会。
1907年（光緒33年）夏，入日本大学本科法律部。其後，孫文（孫中山）在雲南省河口组织河口起义，居正归国参加起义。但在途经香港时得知起义已经失敗，乃赴新加坡。1907年，到胡漢民、汪兆銘（汪精衛）主宰的《中興日報》撰写文章。同年，居正前往緬甸仰光創辦《光華日報》。以後，在南洋各地从事革命派的宣传工作。
1910年（宣統2年），奉孫文之命归国。此後，在漢口从事中国同盟会的工作。同年10月武昌起義爆发，居正加入湖北軍政府，辅佐都督黎元洪组织政府。12月，居正作为湖北代表，参加了在南京召开的各省都督府代表联合会会議。

### 反袁世凱的活動
1912年（民国元年）1月，孫文就任臨時大总統，居正就任内務次長（代理内務总長）。袁世凱继任臨時大总統後，居正辞任。其後，参加宋教仁领导的国民党的活動。1913年（民国2年）3月，宋教仁被暗殺，居正回到孫文手下，参加二次革命。居正任上海吴淞炮台总司令，战敗流亡日本。
流亡日本後的1914年（民国3年）6月，居正加入孙文組織的中華革命党，任党務部長。1915年（民国4年）冬，奉孙文之命，居正来到大連，秘密开展反袁世凱活動。護国战争爆发後的1916年（民国5年）4月末，在日军的支持下，于青島组织中華革命軍東北軍，任总司令，在山東省展開反袁軍事活動，出兵占领淄博，建立革命军政府。在這段时期，蔣介石曾任其手下的参谋长。6月，袁世凱死后，孙文即命居正按兵不动，静候孙文与黎元洪谈判结果。8月上旬，許崇智接下革命军指挥权后，居正往北京担任国会参议员。

### 反共右派
1917年（民国6年）秋，居正参加孫文的護法運動，南下广州，担任军政府內政次长。1918年5月，孫文离粵，居正亦随至上海。1919年（民国8年）10月10日，中華革命党改组为中国国民党，居正任总務部主任兼军事委員。1920年11月，孫文重返广州，居正遂于1922年5月再任内務部長。1924年（民国13年）1月，在中国国民党第一次全国代表大会上，当选中央執行委員（其後，当选常務委員）。居正反对孫文的三大政策，特别反对聯俄聯共路线，乃突然离开广州赴上海。
1925年（民国14年）3月12日，孫文在北京病逝，居正闻讯赶赴北京奔喪。其后，在上海同章炳麟（章太炎）组织「辛亥倶乐部」，依然反对中国国民党的聯共聯俄路线。同年11月，居正、鄒魯、謝持、林森等人在北京西山碧雲寺擅自召开中国国民党第二次全国代表大会（西山会議），公开发表反对三大政策及反共的宣言。因而被在广州召开的中国国民党第二次全国代表大会开除党籍。

### 司法院院長

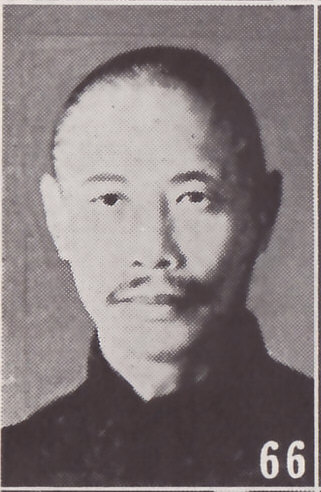
《最新支那要人传》中的居正照片

此後，居正一直同蔣中正保持对立的政治姿态。1927年，蔣中正建立南京“中国国民党中央党部”，通令恢复邹鲁、居正等人党籍。1927年9月17日，在中国国民党中央特别委员会第二次代表大会上，居正当选南京国民政府委员。1928年，许崇智、邹鲁出访欧美，约居正陪同至日本，居正乘此机会探视了日本人萱野长知抚养的女儿居瀛玖。其后，居正从日本归国，即返回家乡扫墓。适逢家乡创修广武公路，居正乃同县长周朗秋等集议，居正主持动工。
1929年，居正居住在上海，通过他一起修習佛法的同修道友蒋尊簋联络熊式辉反蔣中正，但遭熊式辉出卖（一说，居正策动某部反蒋，被熊式辉侦知后告密）。熊式辉时任上海警备司令，将居正骗至上海警备司令部扣押，蔣中正密令将居正「就地正法」，但熊式辉未照办，而是将居正押入第五师看守所。1930年，居正转押龙华看守所，在看守所中素食、念佛，终日抄诵《妙法莲华经》。直到1931年奉天事變，日軍入侵奉天，居正方才获释，回到上海宝山杨行住宅。居正有詩記此经历：「禦侮當前恥鬩牆，精誠團結為非常。檻車甫脫容登閣，慚愧夷吾笑楚狂。」
1931年（民国二十年）由於日本人入侵奉天，国民党内大团結，居正与蔣中正和解。居正在中国国民党第四次全国代表大会上当选中央執行委員、常務委員，此外又被任命为司法院副院長。1932年（民国二十一年）5月，居正升任司法院院長。以後，直到1948年（民国三十七年）6月辞任，一直为中国国内法制的整備尽力。居正曾於1948年被第一届國民大會代表連署提名為第一屆中華民國總統候選人，參加第一屆中華民國總統選舉，但以懸殊票數敗於蔣中正。
1947年一貫道祖師「師尊」張天然逝世後，居正作為該教信徒，協助將其遺體由四川成都移至杭州下葬，並為其墓碑題字。
1948年，居正辞去司法院院長，當選監察院監察委員，並被蒋中正聘為總統府資政。1949年2月25日，以黨國元老資格提出反對李宗仁調換行政院長:160。5月31日，李宗仁提居正繼任行政院長，立法院院會投票結果:207，但以一票之差未能通過:208。11月往台湾後，继续担任監委。1950年7月，與鄒魯、張鳴、張建邦共同創辦「私立淡江英語專科學校」（今淡江大學），就任首任董事長。

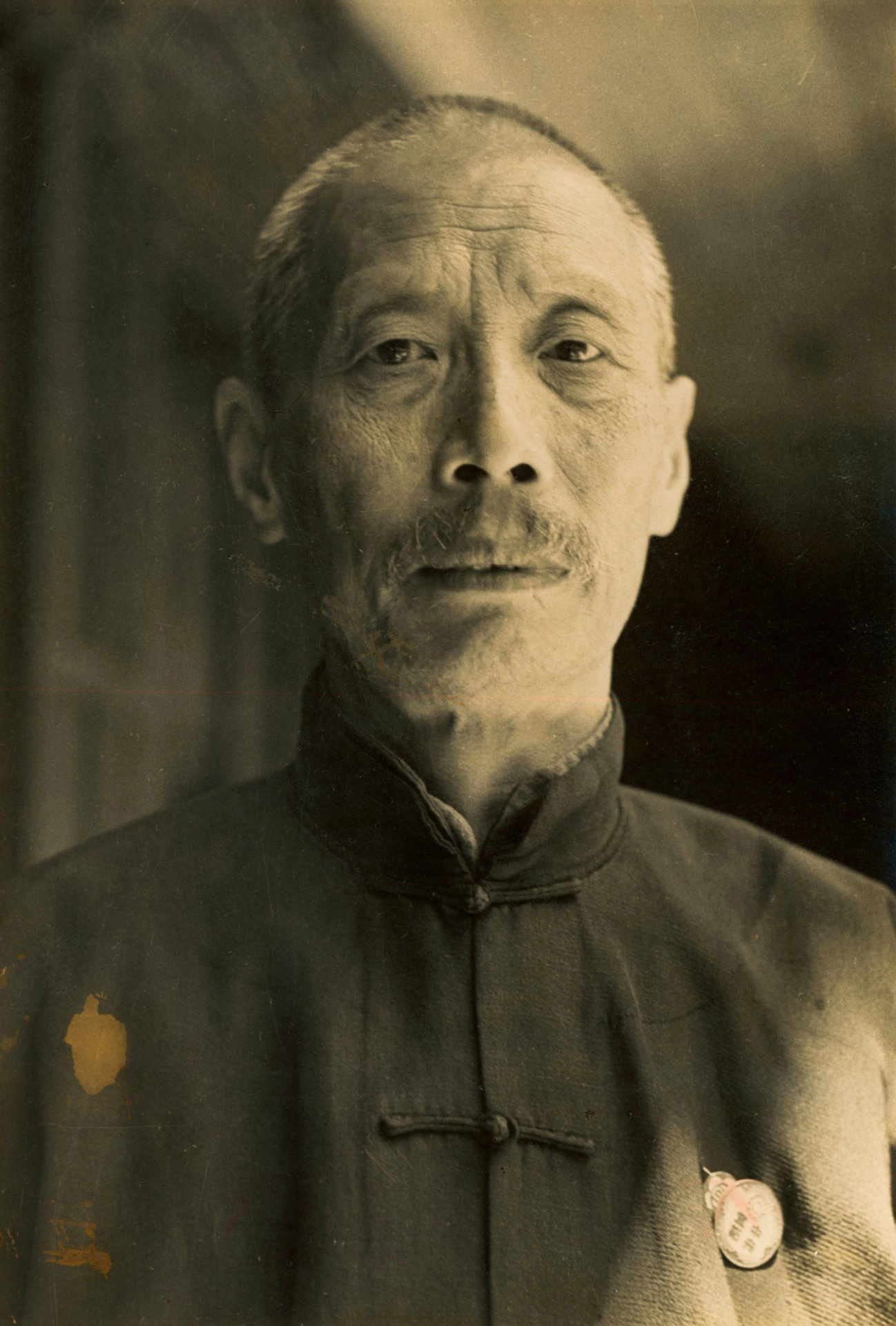
居正就任国大代表的肖像照

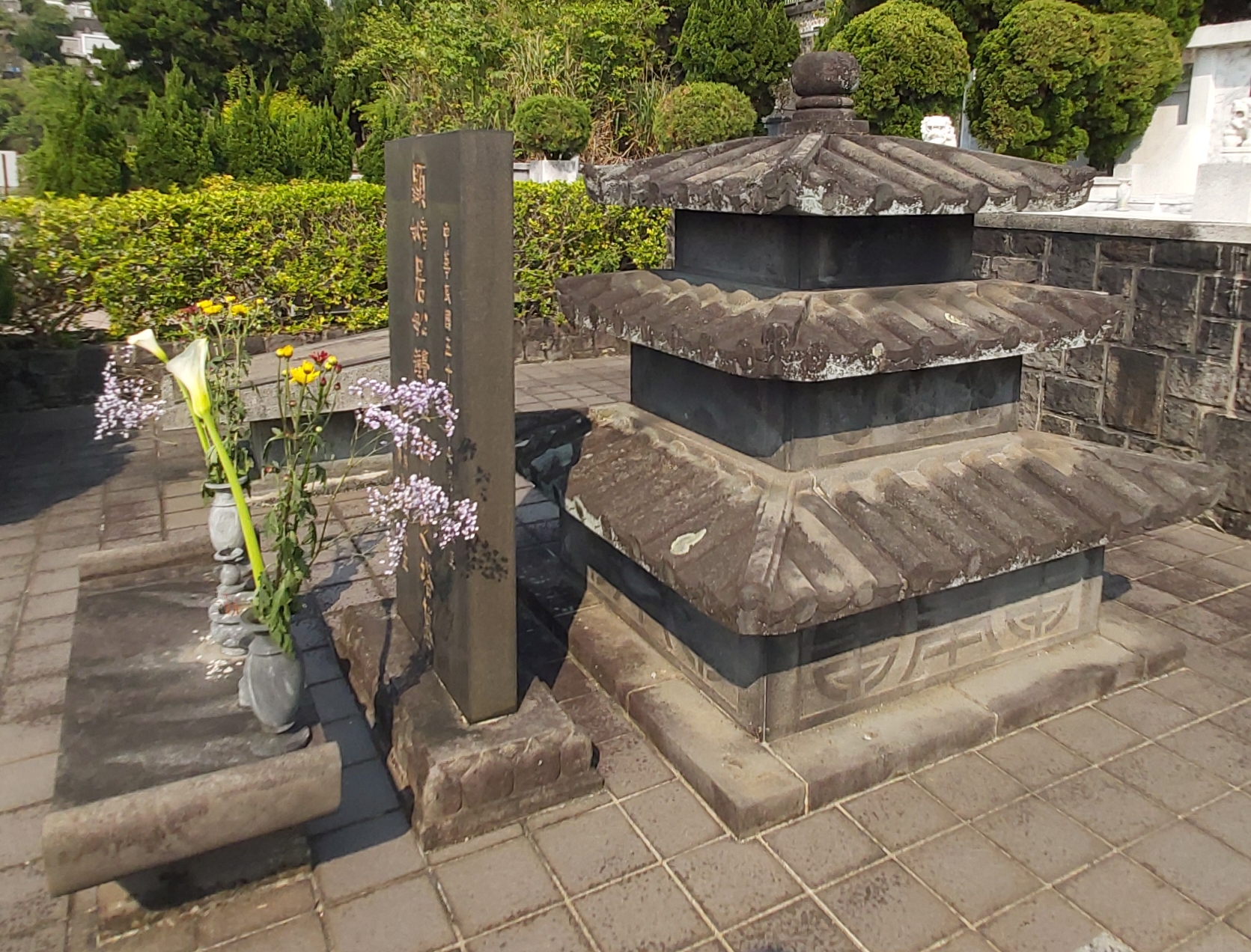
居正夫婦在陽明山公墓的墓塔

1951年11月23日，居正在台北病逝，享年75岁。

## 家庭
居正共有子女十人。元配夏夫人生男居伯强、女居叔康、居季复；继配钟夫人生男居浩然、居伯齐、女居瀛初、居瀛玖、居叔乐（瀛棣）、居载春（叔和）、居叔宁。这些子女中，到台湾的只有居浩然、居瀛玖。居伯强早在1942年死于西安；居伯齐在比利时鲁汶大学。居叔康、居季复、居瀛初、居载春没到台湾。
- 妻：夏夫人、鍾明志
- 子：居浩然，淡江大學的前校長。
- 女：居瀛玖，小時送給日本人做養女，後來嫁給台灣籍的張驚聲當繼室。1950年，居正、張驚聲聯手創辦淡江英專。居正、張驚聲相繼去世之後，居瀛玖接任董事長，居浩然任校長。後淡江大學校長再由居瀛玖的繼子張建邦、繼孫女張家宜接任。淡江大學一直以居正的生日11月8日為校慶日。[15]
- 女儿居瀛棣：金陵女子文理学院三年肆业。1936年夏在普陀山联合夏令营结识了金陵大学化学系（后转入政治系）的南京学生界救国会（即南京秘密学联）骨干祁式潜（祖父是前清工部尚书祁世长、外祖父是前清闽浙总督卞宝第）。1938年夏，中共长江局青委委员祁式潜到成都向成都市委青委传达长江局指示，并看望在华西坝的金陵女大的居瀛棣，居在其《自传稿》中写道：“1938年8月10日清晨，我向熟睡的母亲暗暗告别。我一口气随祁君由成都又到了重庆。9月18日这一东北沦陷的纪念日，我又重登上了汉口码头。这时马当已失，汉口十分吃紧，码头上、街道上，人车喧嚷，一片惊慌扰乱现象，我却兴冲冲唱起了新学会的‘快乐的心随着歌声飘荡……’的歌。”从此以后，居瀛棣随祁式潜参加革命。1939年2月，祁、居两人在大别山立煌县白石河新四军第四支队的兵站，居瀛棣经中共鄂豫皖边区委员常委方毅、何伟介绍入党，同月二人完婚，此后夫妇二人分别化名赵政、朱慎在新四军的鄂东、鄂豫皖、皖东、淮南等抗日根据地工作。赵政历任鄂东特委委员、新四军路东新七团（团长余龙贵，政委廖成美）政治处主任，淮南苏皖区党委宣传部长、淮南东南中心县委书记。1941年1月，朱慎当选津浦路东第一届参议会参议员。1943年5月，淮南抗日根据地反扫荡反清乡，居瀛棣携两子经淮南区党委批准疏散到上海。1943年8月，祁式潜在淮南根据地整风审干运动中出走脱党。夫妇二人在上海把出生不久的次子祁懿年过继给居瀛棣的居瀛玖張驚聲夫妇，改名张建国。1944年1月夫妇二人抵重庆，居正把祁式潜安排到财政部下属的花纱布管制局任视察。1945年9月在重庆与周恩来派遣的胡乔木接谈，归队转入吴克坚情报系统。1946年3月祁式潜恢复党籍。在上海，祁式潜为中央银行稽查（化名徐大可、李公然），居瀛棣为邮政储金汇业局会计，以自家在江湾寓所的阁楼安置掩护一部秘密电台，居瀛棣并担任报务交通员。上海解放前夕祁式潜以李公然化名秘密约见代市长赵祖康，推动上海市府档案保存；其弟祁式弇（化名萧大成）策反上海市警察局代理局长陆大公。1966年8月4日祁式潜去世。1969年夏居瀛棣去世。